# Leo E. Allen

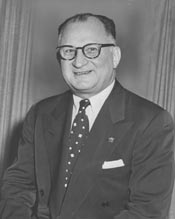
Leo E. Allen

Leo Elwood Allen (* 5. Oktober 1898 in Elizabeth, Illinois; † 19. Januar 1973 in Galena, Illinois) war ein US-amerikanischer Politiker. Zwischen 1933 und 1961 vertrat er den Bundesstaat Illinois im US-Repräsentantenhaus.

## Werdegang
Leo Allen besuchte die öffentlichen Schulen seiner Heimat. Während des Ersten Weltkrieges war er in den Jahren 1917 bis 1919 Feldwebel in einer Artillerieeinheit der US Army. In den Jahren 1922 und 1923 war er Lehrer in Galena. Bis 1923 studierte er an der University of Michigan in Ann Arbor. Zwischen 1924 und 1932 arbeitete Allen in der Verwaltung beim Bezirksgericht im Jo Daviess County. Nach einem anschließenden Jurastudium und seiner 1930 erfolgten Zulassung als Rechtsanwalt begann er in Galena in diesem Beruf zu praktizieren. Gleichzeitig schlug er als Mitglied der Republikanischen Partei eine politische Laufbahn ein.
Bei den Kongresswahlen des Jahres 1932 wurde Allen im 13. Wahlbezirk von Illinois in das US-Repräsentantenhaus in Washington, D.C. gewählt, wo er am 4. März 1933 die Nachfolge von William Richard Johnson antrat. Nach 13 Wiederwahlen konnte er bis zum 3. Januar 1961 insgesamt 14 Legislaturperioden im Kongress absolvieren. Zwischen 1933 und 1941 wurden im Kongress die New-Deal-Gesetze der Bundesregierung unter Präsident Franklin D. Roosevelt verabschiedet, denen Allens Partei eher ablehnend gegenüberstand. 1935 wurden erstmals die Bestimmungen des 20. Verfassungszusatzes angewendet, wonach die Legislaturperiode des Kongresses jeweils am 3. Januar endet bzw. beginnt. Seit 1941 war auch die Arbeit des Kongresses von den Ereignissen des Zweiten Weltkrieges geprägt. In Allens Zeit im Kongress fielen zudem der Beginn des Kalten Krieges, der Koreakrieg und innenpolitisch der Auftakt der Bürgerrechtsbewegung. Von 1947 bis 1949 sowie nochmals von 1953 bis 1955 leitete Allen das Committee on Rules. Seit 1949 vertrat er den 16. Distrikt seines Staates.
Im Jahr 1960 verzichtete Leo Allen auf eine erneute Kongresskandidatur. Nach dem Ende seiner Zeit im US-Repräsentantenhaus zog er sich in den Ruhestand zurück. Er starb am 19. Januar 1973 in Galena, wo er auch beigesetzt wurde.